# Michel de Boissieu
 (octobre 2019).
Si vous disposez d'ouvrages ou d'articles de référence ou si vous connaissez des sites web de qualité traitant du thème abordé ici, merci de compléter l'article en donnant les références utiles à sa vérifiabilité et en les liant à la section « Notes et références ».
Pour les articles homonymes, voir Boissieu.
Pour les autres membres de la famille, voir Famille de Boissieu.
Michel de Boissieu, né le 18 novembre 1917 à Paris où il est mort le 7 novembre 2009, est un résistant, haut fonctionnaire et chef d'entreprise français.

## Biographie

### Jeunesse et études
Michel de Boissieu est le fils de Marie Antoine de Boissieu, antiquaire, et d’Antoinette Perraud de Caire. Son grand-père, Hippolyte André de Boissieu, était haut fonctionnaire sous Napoléon III, où il était sous-chef de bureau au ministère de la Maison de l’Empereur. 
Il suit sa scolarité au lycée Condorcet. Après des classes préparatoires littéraires, il est reçu à l'École normale supérieure de la rue d'Ulm en 1939. Il obtient une licence de lettres. 

### Parcours professionnel
Il devient rédacteur au ministère du ravitaillement et rentre dans la résistance dès octobre 1940 en zone non occupée dans le réseau « Liberté » (aux côtés de Pierre-Henri Teitgen), puis au sein du mouvement « Combat ». Il est reçu premier au concours de la Cour des comptes en 1943, est nommé auditeur et prend part à la Résistance au sein la Cour des comptes, assurant le secrétariat du comité général des études du Conseil national de la Résistance et la trésorerie de la délégation en France du Comité français de libération nationale en 1944. 
À la Libération, il devient chef de cabinet de Teitgen, successivement au ministère de l'Information (9 octobre 1944), au ministère de la Justice (février 1946), au ministère d'État et vice-président du Conseil (25 janvier 1947), au ministère des Forces armées (12 novembre 1947). Dans cette fonction, il prend part à la réorganisation de la presse et est l'un des représentants de la France au procès de Nuremberg.
Boissieu passe chef du secteur « Amérique » à la direction des relations économiques extérieures (DREE) en 1949, est promu conseiller référendaire (1950), avant d'être nommé conseiller commercial à Londres au mois d'octobre suivant. Il est nommé sous-directeur des affaires économiques à la DREE en janvier 1951.  
Il est maître de conférences à l'Institut d'études politiques de Paris, avec Simone Veil comme assistante. 
Passé dans le secteur privé, au sein du groupe Rothschild, il devient secrétaire général de la Société minière et métallurgique de Peñarroya (1956) et vice-président de l'Omnium de valeurs industrielles et minières. Il devient président-directeur général de la Compagnie de bateaux à vapeur du Nord, président de la Société nord-africaine d'entreprise maritime, de la Compagnie belge des mines, minerais et métaux et de la Compagnie d'investissements français immobiliers, vice-président de Jokelson & Handtsaem, vice-président directeur général de la Société Anonyme de Gérance et d'Armement (en) et de la Compagnie des chemins de fer du Nord, président délégué de la Compagnie chérifienne d'armement, vice-président de la Compagnie européenne de distribution et vice-président du conseil de surveillance des Établissements Fould-Springer. Directeur chez Rothschild Frères (1962), en remplacement de Georges Pompidou, il devient administrateur de la Banque Rothschild en 1982. Il est membre du conseil de gérance du Consortium européen de transports maritimes. 
Il est maire de Saint-Pierre-de-Cormeilles de 1983 à 1995 et président de l'union des maires de canton de Cormeilles de 1989 à 1995.
Marié à Françoise Cahen, secrétaire générale adjointe de la Ligue contre le cancer, commandeur de la Légion d'honneur, médaille de la résistance, il est le père de Pierre , Christian et Jean-Luc de Boissieu. 

## Distinctions
- Commandeur de la Légion d'honneur (1987)[5]
- Croix de guerre 1939–1945
- Médaille de la Résistance française
- Médaille de la Liberté

## Sources
1. ↑  Relevé des fichiers de l'Insee
2. 1 2  Michel de Boissieu, Le Monde, 21 novembre 2009
3. 1 2  « BOISSIEU Michel de | Cour des comptes », sur www.ccomptes.fr (consulté le 19 février 2022)
4. ↑  « Michel de Boissieu », Le Monde.fr,‎ 21 novembre 2009 (lire en ligne, consulté le 19 février 2022)
5. ↑  « Légion d'honneur », Le Monde.fr,‎ 15 juillet 1987 (lire en ligne, consulté le 5 septembre 2023)